# Kenneth Mercken
Kenneth Mercken (24 augustus 1976) is een Vlaams filmregisseur.

## Biografie
Mercken was een beloftevol wielrenner. In 2000 werd hij Belgisch kampioen bij de elite zonder contract. In 2005 was hij gedurende een seizoen profwielrenner bij Flanders.
In 2012 maakte zijn eerste kortfilm The Letter. Zijn langspeelfilmdebuut volgde in 2019 met het semi-autobiografische Coureur.

## Filmografie

### Korte film
- The Letter (2012)
- Feel Sad For The Bunny (2015)

### Langspeelfilm
- Coureur (2019)